# Академик Андрей Сахаров (улица във Варна)
„Академик Андрей Сахаров“ е улица във Варна, която граничи с югозападни и североизточни булеварди - бул. „Владислав Варненчик“, бул. „Сливница“ и бул. „Цар Освободител“, свързва със северозападни и източни булеварди - бул. „Христо Смирненски“, бул. „Република“, бул. „Васил Левски“ и бул. „Генерал Колев“, пресича Гранд Мол и Гробищен парк, намира се почти до границата с район „Приморски“.
„Академик Андрей Сахаров“ е разположен с ул. „Анри Барбюс“,[ неясно? ] граничи с ул. „Кестен“, като по нея се стига за ул. „Прилеп“.